# سنترال پاتانا
سنترال پاتانا (تایلندی: เซ็นทรัลพัฒนา จำกัด (มหาชน)) شرکت املاک تایلندی است، که در سال ۱۹۸۰ تأسیس شد.